# Manuel Gallego Trapero
Manuel Gallego Trapero (Madrid, España, 26 de febrero de 1953) es un exfutbolista español que se desempeñaba como defensa.

## Clubes
| Club                         | País   | Año       |
| ---------------------------- | ------ | --------- |
| Rayo Vallecano               | España | 1973-1975 |
| Club Atlético de Madrid      | España | 1975      |
| R. C. Deportivo de La Coruña | España | 1975-1980 |
| Granada C. F.                | España | 1980-1981 |